# Хосе Домінго Моліна Гомес
Хосе́ Домі́нго Молі́на Го́мес (ісп. José Domingo Molina Gómez, *1896 — †1969) — аргентинський військовик і політик, який тимчасово виконував обов'язки президента Аргентини після революції, яка скинула Перона у 1955.